# Hymenaea
Hymenaea is een geslacht uit de vlinderbloemenfamilie (Fabaceae). De soorten komen voor van Mexico tot in tropisch Zuid-Amerika en van Kenia tot in Mozambique en op eilanden in de westelijke Indische Oceaan.

## Soorten
- Hymenaea altissima Ducke
- Hymenaea aurea Y.T.Lee & Langenh.
- Hymenaea cangaceira R.B.Pinto, Mansano & A.M.G.Azevedo
- Hymenaea courbaril L.
- Hymenaea eriogyne Benth.
- Hymenaea erythrocarpa R.B.Pinto, Mansano & A.M.G.Azevedo
- Hymenaea fariana R.D.Ribeiro, D.B.O.S.Cardoso & H.C.Lima
- Hymenaea intermedia Ducke
- Hymenaea jeaniana R.B.Pinto, Mansano & A.M.G.Azevedo
- Hymenaea longifolia (Benth.) I.M.Souza, Funch & L.P.Queiroz
- Hymenaea maranhensis Y.T.Lee & Langenh.
- Hymenaea martiana (Hayne) Hayne
- Hymenaea oblongifolia Huber
- Hymenaea osanigraseminae Aguilar, Poveda & D.Santam.
- Hymenaea parvifolia Huber
- Hymenaea reticulata Ducke
- Hymenaea rubriflora Ducke
- Hymenaea stigonocarpa Mart. ex Hayne
- Hymenaea torrei León
- Hymenaea travassosii Kuhlm. ex Paes
- Hymenaea velutina Ducke
- Hymenaea verrucosa Gaertn.

... · 
Abrus · 
Acacia · 
Acosmium · 
Adenanthera · 
Adenocarpus · 
Adenodolichos · 
Adenopodia · 
Adesmis · 
Aenictophyton · 
Aeschynomene · 
Afzelia · 
Aganope · 
Albizia · 
Alhagi · 
Alysicarpus · 
Amblygonocarpus · 
Amherstia · 
Andira · 
Angylocalyx · 
Aotus · 
Anthyllis · 
Arachis · 
Archidendropsis · 
Aspalathus · 
Astragalus (hokjespeul) · 
Austrosteenisia · 
Baphia · 
Bauhinia · 
Brachystegia · 
Bolusafra · 
Butea · 
Caesalpinia · 
Cajanus · 
Calicotome · 
Carmichaelia · 
Carrissoa · 
Cassia · 
Castanospermum · 
Ceratonia · 
Chamaecytisus · 
Cicer · 
Clianthus · 
Clitoria · 
Cordyla · 
Coronilla · 
Crotalaria · 
Cyamopsis · 
Cyclopia (honingbos) · 
Cytisus · 
Dalbergia · 
Daviesia · 
Delonix · 
Derris · 
Dialium · 
Dicraeopetalum · 
Dichrostachys · 
Dipteryx · 
Enterolobium · 
Eperua · 
Erythrina (koraalboom) · 
Erythrophleum · 
Faidherbia · 
Genista (heidebrem) · 
Glycine · 
Glycyrrhiza · 
Hardenbergia · 
Hovea · 
Indigofera · 
Inga · 
Lathyrus · 
Lens · 
Lonchocarpus · 
Lotus (rolklaver) · 
Lupinus (lupine) · 
Macrotyloma · 
Medicago (rupsklaver) · 
Melilotus (honingklaver) · 
Mimosa · 
Mora · 
Myroxylon · 
Newtonia · 
Onobrychis · 
Ononis (stalkruid) · 
Ormosia · 
Ougeinia · 
Pachyrhizus · 
Parkia · 
Parkinsonia · 
Parochetus · 
Pericopsis · 
Phaseolus · 
Physostigma · 
Pisum (erwt) · 
Prosopis · 
Psophocarpus · 
Psoralea · 
Pterocarpus · 
Pueraria · 
Racosperma · 
Robinia · 
Rothia · 
Securigera · 
Senegalia · 
Senna · 
Serianthes · 
Sesbania · 
Sophora · 
Spartium · 
Sphenostylis · 
Streblorrhiza · 
Strongylodon · 
Stylosanthes · 
Styphnolobium · 
Swainsona · 
Tamarindus · 
Tephrosia · 
Teramnus · 
Tetragonolobus · 
Tetrapleura · 
Trifolium (klaver) · 
Trigonella (hoornklaver) · 
Ulex · 
Uraria · 
Vachellia · 
Vicia (wikke) · 
Vigna · 
Viminaria · 
Virgilia · 
Wisteria (blauweregen) · 
Zornia · 
Zygocarpum · 
...